# Zainab Asvat
Zainab Asvat (1920 – 30 tháng 11 năm 2013) là một nhà hoạt động chống phân biệt chủng tộc Nam Phi. Asvat được đào tạo thành một bác sĩ y khoa, nhưng đã hoạt động chính trị trong suốt cuộc đời cô. Asvat là người phụ nữ Hồi giáo đầu tiên trở thành bác sĩ ở Nam Phi.

## Tiểu sử
Asvat là một trong mười một đứa con của Ebrahim và Fatima Asvat. Cha của Asvat đã đưa con gái đến các cuộc họp chính trị khi cô còn là một cô gái và điều này đã giúp cô sớm hoạt động chính trị. Vào những năm 1940, cô theo học ngành y tại Đại học Witwatersrand.
Năm 1946, chính phủ Nam Phi đã thông qua Đạo luật chiếm hữu đất đai châu Á và Đạo luật đại diện Ấn Độ số 28, còn được gọi là "Đạo luật Ghetto". Luật này khiến công dân Ấn Độ ở Nam Phi sở hữu đất đai ngoại trừ trong "các khu vực được miễn trừ". Asvat nghỉ một năm học năm thứ ba, vào năm 1946 để đi đến Durban, nơi cô là một phần của Chiến dịch Phản kháng thụ động. Trong chiến dịch, những người kháng chiến đã dựng lều ở góc hai con đường ở Durban vào ngày 13 tháng 6 năm 1946 và đến ngày 16, lều của họ bị phá hủy, bị đánh cắp và Asvat bị thương khi một chiếc lều đổ sập vào cô. Cô đã bị bắt một thời gian ngắn vào ngày 28, nhưng được thả vào ban đêm cùng ngày. Vụ bắt giữ này có ảnh hưởng đến em gái của Asvat, Amina Cachalia, người sau này cũng trở thành một nhà hoạt động chống phân biệt chủng tộc. Một ngày sau vụ bắt giữ, Asvat đã giải quyết một cuộc tụ tập của 800 phụ nữ trong Rạp chiếu phim Avalon, truyền cảm hứng cho nhóm tiếp tục chống cự. Vào tháng 7, cô đã bị bắt cùng với những người kháng chiến khác và bị tống vào tù cho đến đầu tháng 10.
Sau khi ra tù, cô, PK Naidoo và Suriakala Patel trở thành những người phụ nữ đầu tiên được bầu vào Ủy ban Quốc hội Ấn Độ Transvaal. Asvat sau đó trở lại trường y và mãi đến những năm 1950, cô mới hoạt động chính trị trở lại. Asvat, giống như nhiều phụ nữ Ấn Độ, đã gia nhập Liên đoàn Phụ nữ Nam Phi để chiến đấu với chủ nghĩa apartheid vào những năm 1950. Bà đã tổ chức một "mạng lưới hỗ trợ" cho gia đình của 156 nhà hoạt động đã bị bắt vào tháng 12 năm 1956. Asvat cũng thực hiện cung cấp bữa ăn cho các nhà hoạt động đóng vai trò bị cáo trong các phiên tòa của họ.